# Татары в Оренбургском казачьем войске
Татары в Оренбургском казачьем войске — группа казаков татар-мусульман в составе оренбургских казаков. В казачье сословие татарское население края было записано в 1799 г. История оренбургских татар-казаков заканчивается с ликвидацией казачества в 1920 г.
В 1744 г. на реке Сакмаре поселилось 176 семей (около тысячи человек) торговых татар во главе с Сеитом Хаялиным, в основном из Казанского уезда, основав Каргалинскую слободу. Появлялись другие татарские и смешанные населённые пункты. 12 октября 1799 г. состоялся императорский указ Павла I Сенату, по которому татары Оренбургского округа были выключены из подушного оклада и причислены к Оренбургскому казачьему войску.
В 1802 г. часть жителей Каргалинской слободы переселились в д. Чесноковку и редуты Никольский и Гирьяльский. Однако потребность края в торговле привела к тому, что указом от 5 января 1819 г. часть казаков Каргалинской станицы исключалась из казачьего звания с обращением в податное состояние.
К дворянским татарским казачьим фамилиям относились Кочуровы и Дашкины.

## Численность
Число татар в Оренбургской губернии постепенно росло. В их число, как правило, не включались мещеряки и тептяри.
- 1866 г. — 19 765 человек
- 1891 г. — 21 581 человек (6 %)